# Endeshaw Negesse
Endeshaw Negesse (* 13. März 1988) ist ein äthiopischer Marathonläufer.
2012 wurde er Sechster beim Rom-Marathon und siegte beim Florenz-Marathon in 2:09:59 h. Im Jahr darauf wurde er mit seiner persönlichen Bestzeit von 2:04:52 h Vierter beim Dubai-Marathon.
2014 wurde er Zweiter beim Düsseldorf-Marathon und Vierter beim Shanghai-Marathon.
2015 gelang ihm mit einem Sieg beim Tokio-Marathon in 2:06:00 h sein bislang größter Erfolg.